# Delta (stan)
Delta – jeden ze stanów Nigerii. Leży na południu kraju nad Zatoką Gwinejską i sąsiaduje ze stanami Bayelsa, Rivers, Anambra, Kogi, Edo i Ondo. Jego stolicą jest Asaba. Powstał w 1991 po odłączeniu od stanu Bendel. Jego nazwa pochodzi od delty Nigru.
W stanie Delta uprawia się maniok, bananowce, jams, kukurydzę, ryż oraz palmę olejową. Ponadto w stanie wydobywa się ropę naftową.

## Podział administracyjny
Stan Delta składa się z 25 lokalnych obszarów administracyjnych:
| - Aniocha North - Aniocha South - Bomadi - Burutu - Ethiope East - Ethiope West - Ika North East - Ika South - Isoko North | - Isoko South - Ndokwa East - Ndokwa West - Okpe - Oshimili North - Oshimili South - Patani - Sapele | - Udu - Ughelli North - Ughelli South - Ukwuani - Uvwie - Warri North - Warri South - Warri South West |